# Счастливая любовь
«Счастливая любовь» (англ. Love Happy) — американская музыкальная комедия 1949 года режиссёра Дэвида Миллера. В главных ролях снялись братья Маркс, это был их 13-й и последний фильм, в котором также появляется Мэрилин Монро в эпизодической роли клиентки Груниона.

## Сюжет
В основу фильма положена щекотливая ситуация сложившаяся вокруг бриллиантового ожерелья, спрятанного в обычной консервной банке, и случайно украденного магазинным воришкой. В поисках бриллиантов участвуют немало граждан — от немого безработного, до особы голубых кровей мадам Эгиличи…

## В ролях
| Актёр         | Роль                 |
| ------------- | -------------------- |
| Харпо Маркс   | Харпо                |
| Чико Маркс    | великий Фаустино     |
| Граучо Маркс  | детектив Сэм Грунион |
| Вера-Эллен    | Мэгги Филлипс        |
| Илона Мэсси   | мадам Эгиличи        |
| Мэрион Хаттон | Банни Долан          |
| Пол Валентайн | Майк Джонсон         |
| Леон Беласко  | мистер Лайонс        |
| Мелвилл Купер | Левти Трокмортон     |
| Реймонд Берр  | Альфонс Зото         |
| Брюс Гордон   | Ганнибал Зото        |
| Эрик Блор     | Макино               |
| Мэрилин Монро | клиентка Груниона    |
| Отто Уолдис   | Иван                 |

## Производство
Первоначально фильм задумывался как сольное выступление для Харпо Маркса под названием «Diamonds in the Sidewalk». Чико Маркс, который обычно нуждался в деньгах из-за своей пожизненной зависимости от азартных игр, также стал участвовать в проекте. Как только Чико был в деле, продюсеры поставили условие, что фильм будет профинансирован только в том случае, если все три брата Маркс присоединятся, поэтому Граучо Маркс тоже согласился сняться. «Счастливая любовь» стала последним фильмом, продюсером которого выступила Мэри Пикфорд.
Граучо Маркс появляется в фильме без своих обычных нарисованных усов и бровей; к этому моменту своей карьеры он отрастил настоящие усы и больше не считал масляную краску нужной. В фильме он ненадолго делит экран с Харпо и Чико (эти трое никогда не появляются вместе в одной и той же сцене) во время кульминации фильма и в основном обеспечивает всеобъемлющее повествование, чтобы объяснить вещи, когда необходимые последовательности для связного повествования были недоступны. Позднее Граучо вообще избегал упоминания этого фильма в своей автобиографии «Граучо и я», опубликованной в 1959 году, по-видимому, в то время считая фильм «Ночь в Касабланке» 1946 года своим последним совместным фильмом с братьями. Он упомянул фильм в более поздних интервью для The Marx Brothers Scrapbook (1974) и в своей более поздней книге The Groucho Phile: An Illustrated Life (1976). Из-за хаотичного характера сцен с Граучо, долгое время предполагалось, что его присутствие в фильме было второстепенным. Однако позднее обнаруженные письма Граучо показывают, что его просили принять участие в проекте с самых его ранних стадий, в 1946—1947 годах.
Ближе к концу съёмок у производства закончились деньги, поэтому продюсеры запросили помощь у нескольких компаний, чтобы завершить фильм. Эта уникальная форма продакт-плейсмента (довольно редкая в то время) использовалась в погоне за рекламными щитами на крышах.

## Релиз
Хотя фильм был снят в июле 1948 года, он был выпущен в широкий прокат только 3 марта 1950 года. Изначально фильм был выпущен только в Сан-Франциско 12 октября 1949 года и длился 91 минуту, но при финальном релизе был сокращён до 85 минут. Некоторые сцены и шутки были урезаны, либо вовсе удалены. В 2015 году Olive Films выпустила оригинальный неотредактированный 91-минутный фильм на DVD.

## Саундтрек
Автором и композитором всех песен, прозвучавших в фильме, является Энн Ронелл. Также в фильме присутствует живая нуарская танцевальная версия номера Сэди Томпсон. В номере Вера-Эллен и бывший артист балета Пол Валентайн представлены в ролях одного из морских пехотинцев США на острове в южной части Тихого океана.
Чико Маркс играет дуэтом в «Цыганской песне о любви» с актёром-музыкантом Леоном Беласко в роли мистера Лайонса, владельца сценического реквизита и костюмов. Беласко на скрипке начинает играть много причудливых трелей, пока Чико не говорит ему: «Послушай, Миста Лайонс, я знаю, ты хочешь произвести хорошее впечатление, но, пожалуйста, не играй лучше меня!». Ту же мелодию Чико сыграл в первом фильме братьев Маркс «Кокосы» 20 годами ранее, в 1929 году.
| Название                           | В исполнении                                      | Примечания                                           |
| ---------------------------------- | ------------------------------------------------- | ---------------------------------------------------- |
| «Love Happy»                       | Мэрион Хаттон (с танцевальным номером Веры-Эллен) | Танцевальная реприза Пола Валентайна                 |
| «Willow Weep for Me»               | Танцевальный номер Веры-Эллен                     | -                                                    |
| «Happy Birthday to You»            | Харпо Маркс (на арфе)                             | -                                                    |
| «Who Stole the Jam?»               | Мэрион Хаттон                                     | -                                                    |
| «Gypsy Love Song»                  | Чико Маркс (на пианино) Леон Баласко (на скрипке) | -                                                    |
| «Old Folks at Home (Swanee River)» | Харпо Маркс (на арфе)                             | -                                                    |
| «Polonaise in A Flat, Op. 53»      | Чико Маркс (на пианино)                           | -                                                    |
| «Rock-a-Bye Baby»                  | -                                                 | Играет в партитуре, когда Харпо качается на маятнике |

## Восприятие
Этот фильм братьев Маркс рассматривается зрителями и критиками как самый слабый их фильм.
В своей передовой статье от 8 октября 1949 года в обзоре на фильм, журнал Harrison’s Reports, который никогда не одобрял любые фильмы, демонстрирующие товары известных марок, резко раскритиковал его за сцены с погонями на крышах среди рекламных щитов Baby Ruth, General Electric, Fisk Tyres, часов Bulova, сигарет Kool, Wheaties и бензина Mobil.
В конце эпизода своего радиошоу «You Bet Your Life» от 8 марта 1950 года, Граучо Маркс нерешительно продвигал фильм как «Харпо, Чико и я рассказываем несколько шуток и немного веселимся. Это очень поучительно». В последующие годы Граучо назвал его «ужасным фильмом», говоря о невероятном впечатлении, которое Мэрилин Монро произвела на всех в фильме, появившись на экране всего на 20 секунд.